# 兼慎
兼慎(けんしん)は、インディーズAVメーカー「LOTUS」「ピーターズ」「Real Vision/妄想族」を中心に活動していたフリーのAV監督。

## 概要
出演女優をひたすら電マでイカせまくるプレイスタイルで人気の監督。ただひたすら女性に快楽を与える、「オーガズムの向こう側」という世界を描いていた。
AVグランプリ2009の凌辱作品部門において、『電マ悪魔祓い儀式』(販売:ZONE。制作:兼慎アート。出演者:真島みゆき、藍花（花桐まつり）穂波さやか)で優勝賞を受賞。

## 代表作品
- 強制オーガズムシリーズ (企画・製作: LOTUS)
  - 連続○○回素人3人強制オーガズム
  - 連続○○回悶絶3人強制オーガズム
  - 連続○○回人妻3人強制オーガズム

- 悶絶拷問強制アクメ(企画・製作: ピーターズ)
- どこでも羞恥オナニー(企画・製作: ピーターズ)

他